# Klooster Mariënberg (Boppard)
Het Klooster Mariënberg in Boppard is een voormalig klooster van de bedictijnessen. Het werd in de 12e eeuw gesticht als een nevenvestiging van de abdij Sint-Euccharius en als gevolg van hervormingen van de kloosterregels kreeg het klooster vanaf het midden van de 15e eeuw een eigen abdis. Daarom wordt het klooster tegenwoordig ook Benedictinessenabdij Mariënberg genoemd.
Na een grote brand in 1738 werd het klooster in barokke stijl herbouwd. Tijdens de secularisatie werd het klooster opgeheven en in een koudwaterkuurinstelling omgebouwd. Na de Tweede Wereldoorlog werden de gebouwen weer tot 1981 door ursulinen als klooster en school gebruikt. Sindsdien staat het voor Boppard zeer beeldbepalende klooster leeg.
Het klooster is het grootste barokke monument van het Rhein-Hunsrück-Kreis en vormt sinds 2002 deel van het UNESCO-werelderfgoedBovenloop van het Midden-Rijndal. Desondanks bevindt het gebouwencomplex zich in een bijzonder deplorabele toestand.
De vroegere kloostertuin wordt tegenwoordig het Marienberger Park genoemd. Eénmaal per jaar wordt hier de traditierijke Orgelbornkirmes gevierd.

## Bouwgeschiedenis
In de nacht naar 10 maart 1738 werd het oude klooster, dat toen het onder leiding stond van abdis Elisabeth van Walbott-Bassenheim, getroffen door een zware brand. Het complex werd op delen van de kruisgang na volledig verwoest. De kerk overleefde de brand, maar verloor het dak en de torenafsluiting met het uurwerk en de klokken. Al op 23 april werd de eerste steen voor de barokke nieuwbouw van het huidige klooster gelegd. De nonnen keerden al op 4 oktober van hetzelfde jaar weer terug naar de aanvankelijk provisorisch ingerichte cellen van het nieuwe klooster. In de toren van de kloosterkerk werden op 25 januari 1739 vijf nieuwe klokken opgehangen en in hetzelfde jaar werd de ruwe bouw van het klooster voltooid, zodat de bouwwerkzaamheden zich vanaf 1740 op de zuidelijke vleugel richtte. Voor de bouw van het barokke klooster moest de abdis, die reeds een schuld van 4.000 daalders van de vorige abdis had overgenomen, nog eens een lening van 12.000 daalders opnemen, terwijl ze ook nog eens veel kostbaarheden van het klooster had moeten verkopen. Zelf zou Elisabeth van Walbott-Bassenheim het niet meer meemaken dat zij de nieuwe, net voor haar dood voltooide, abdissenwoning kon betrekken. De bouw- en renovatiewerkzaamheden aan zowel het klooster als de kerk gingen ook na haar overlijden nog enige tijd door. In 1756 werd het orgel van de kerk door de gebroeders Stumm gerepareerd.

## Secularisatie

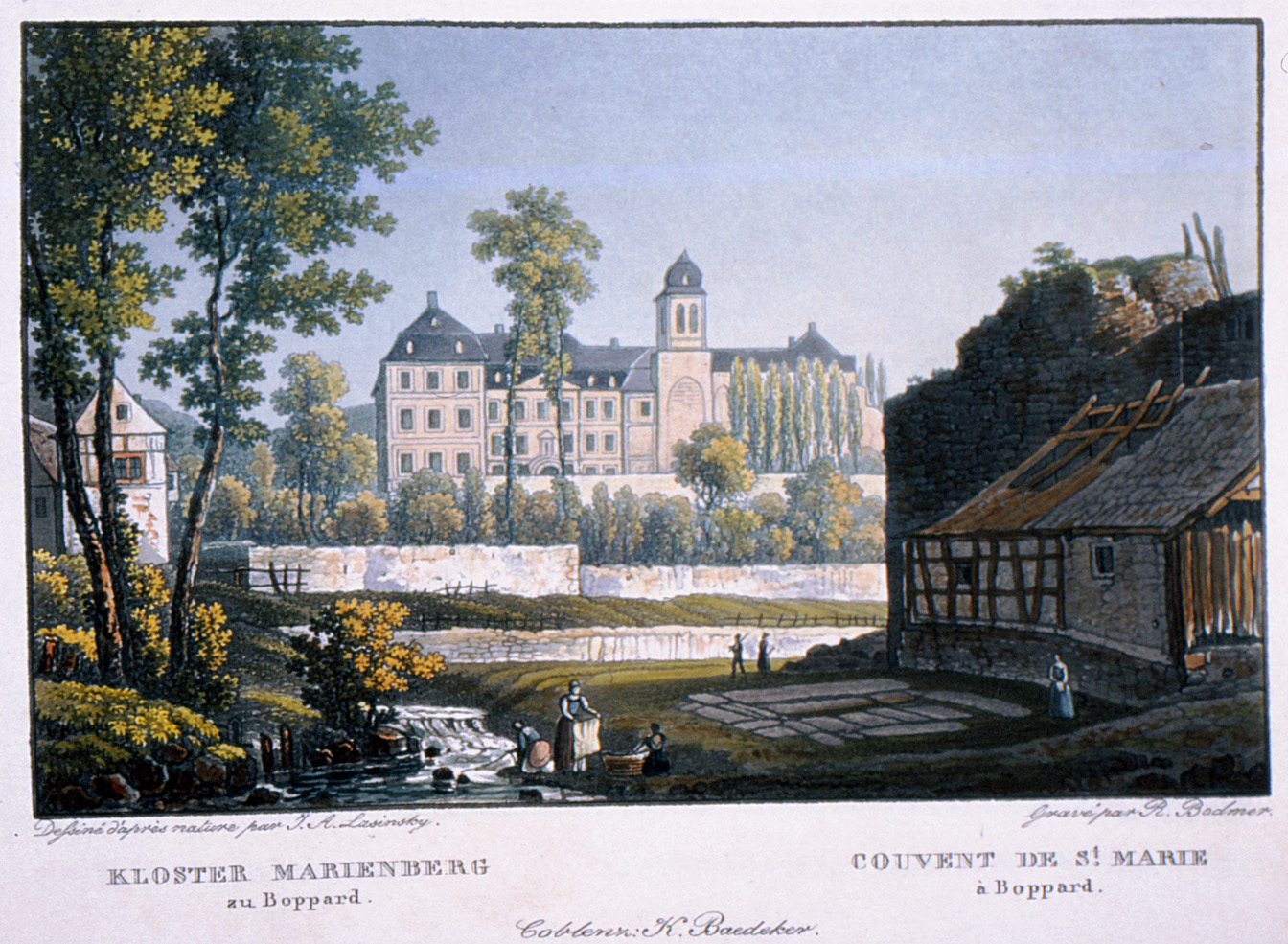
Het voormalige klooster in 1830; te zien is de plaats waar de kerk na de secularisatie werd afgebroken

Lang zouden de nonnen niet van hun nieuwe klooster genieten. In 1794 werd de abdij door het Franse leger bezet. De toenmalige abdis vluchtte samen met het convent naar een landgoed in de buurt van Frankfurt. Het klooster werd nu als een onderkomen voor de legerstaf gebruikt en later ook als kazerne. Tijdens de secularisatie hief burgemeester Joseph Foelix namens de Franse regering het klooster op 25 juli 1802 officieel op en in de tien dagen daarna volgden ook de rest van de Bopparder kloosters.
Nog in hetzelfde jaar werden de gebouwen en de tuin voor 14.000 Franken verkocht aan Theodor Doll. Deze verkocht het orgel van de kloosterkerk, die vervolgens in de Karmelieter kerk werd opgesteld. De kloosterkerk werd vervolgens afgebroken en in de kloostergebouwen werd een spinnerij ingericht. Er rustte echter geen zegen op de nieuwe bestemming en in 1822 werd de spinnerij alweer opgegeven. De dochter van Theodor Doll stichtte in 1825 in het voormalige klooster een christelijk pensionaat voor meisjes. Na de dood van de dochter werd het klooster weer doorverkocht. Toen een volgende koper het complex in 1839 aankocht bevond het klooster zich reeds in een slechte staat. De nieuwe eigenaar, de arts dr. Schmitz, liet het gebouw van binnen gedeeltelijk renoveren en tot een koudwaterkuuroord ombouwen. Ook liet hij het park vernieuwen. De nieuwe bestemming was een succes, maar desondanks wisselden de gebouwen herhaaldelijk van eigenaar.
In het voorjaar van 1914 werden de uit steen gehouwen grafmonumenten uit de 14e eeuw uit het klooster uitgebroken en aan het Kaiser-Friedrich-Museum in Berlijn verkocht. Het ging om de grafmonumenten van Heinrich Beyer † 1355, Henericus Beyer † 1376, Lisa van Pirmont † 1393, Conradus Beyer † 1421 en Merga van Parroye † 1375. Het museum betaalde er 12.000 mark voor.

## 20e eeuw
Nadat het klooster tijdens de Eerste Wereldoorlog kortstondig als lazaret diende, verwierf de orde van de ursulinen het klooster, die er een internaat vestigde. In 1940 liet de regering beslag leggen op het complex om er een rijksopleiding te vestigen. In deze tijd werden de barokke fonteinen voor het hoofdgebouw afgebroken. Resten ervan bleven in de zuidelijke hof bewaard. In het laatste oorlogsjaar werd het klooster door bommen getroffen, waardoor met name de westelijke vleugel schade opliep.
De teruggave van het complex aan de nonnen volgde in 1946, die nog hetzelfde jaar terugkeerden en op 1 oktober weer van start gingen met een hogere meisjesschool. Sinds 1971 werden ook jongens tot de school toegelaten. In het schooljaar 1980-1981, toen de school het hoogste leerlingenaantal bereikte, maakten de zusters bekend het onderwijs aan de Realschule over te dragen. De zusters werden te oud voor het werk en de kloostergebouwen vereisten een renovatie, die de mogelijkheden van het klooster te boven gingen. Het internaat werd daarna gesloten en de school werd vanaf augustus 1981 door het bisdom Trier in een nieuwbouw ten oosten van het klooster voortgezet. Nog hetzelfde jaar verkochten de ursulinen zowel het het klooster als het achterliggende park. Van 1981 tot 1984 werd het complex door de Maharishi-organisatie Maharishi European Research University voor een als monniken levende mannengroep als academie gebruikt. Daarna wisselde het complex veelvuldig van eigenaar, terwijl de gebouwen leeg bleven staan. In 1995 werd een Freundeskreis Marienberg Boppard e. V. opgericht, met als doel het complex voor verder verval te behoeden en een nieuwe bestemming te vinden.
Het gebouw bleef echter van eigenaren verwisselen zonder dat het een blijvende bestemming kreeg. Een poging van een van de laatste eigenaren om via de rechter toestemming te verkrijgen om het complex af te breken mislukte. Het complex werd daarna opnieuw doorverkocht.

## Plan 2013
Op 23 maart 2013 werd in opdracht van de huidige eigenaar door de architect Jürgen von Kietzell een plan ontwikkeld om het gebouw te renoveren en er 65 woningen in te realiseren. Daarnaast zijn er 14 woningen in het aan het klooster grenzende park resp. de bedrijfsgebouwen gepland. In het bedrijfsgebouw zou volgens het plan na verbouwing een museum voor hedendaagse kunst worden gevestigd. Tussen het klooster en het bedrijfsgebouw is een ondergrondse garage voorzien.

## Monument
Op 12 juli 1982 werd het klooster met het park als cultuurmonument van groot belang onder monumentenzorg geplaatst.

## Beschrijving
Het barokke complex bestaat uit vier vleugels, die rond een binnenhof werden aangelegd. Aan de noordelijke kant bleef als enig restant van de kloosterkerk de vroeger naast het koor staande toren bewaard. Ten oosten daarvan springt de gevel terug en zet het gebouw zich in de zevenassige en drie verdiepingen tellende abdissenvleugel voort. Hieraan werd in een rechte hoek naar het noorden toe het prioraatsgebouw toegevoegd. Door de bouw op de helling van een heuvel heeft de oostelijke vleugel slechts twee etages bij eenzelfde hoogte als de abdissenvleugel en het prioraatsgebouw. De westelijke vleugel daarentegen heeft weer drie verdiepingen en staat op een hoge sokkel, waarin zich een raamloze kelder bevindt.